# Đường Hàm Nghi, Thành phố Hồ Chí Minh
Đường Hàm Nghi hay Đại lộ Hàm Nghi là một tuyến đường tại trung tâm Quận 1, Thành phố Hồ Chí Minh, nối từ chợ Bến Thành đến Bến Bạch Đằng.

## Vị trí
Tuyến đường này bắt đầu từ công trường Quách Thị Trang trước chợ Bến Thành, giao cắt với các tuyến đường Phó Đức Chính, Nam Kỳ Khởi Nghĩa, Pasteur, Tôn Thất Đạm, Hồ Tùng Mậu và kết thúc tại đường Tôn Đức Thắng, đối diện với Bến Bạch Đằng, bờ sông Sài Gòn.

## Lịch sử
Ban đầu tuyến đường này là một con rạch tự nhiên chảy ra sông Sài Gòn có tên là rạch Cầu Sấu. Theo Trương Vĩnh Ký, sở dĩ có tên này là vì xưa nơi đây có một hầm nuôi cá sấu để xẻ thịt bán. Sau khi chiếm Sài Gòn, người Pháp chỉnh trang lại rạch, xây dựng hai con đường dọc hai bên bờ và đặt là đường số 3; đến năm 1865, một đường được đặt tên là Dayot, đường kia mang tên Canton. Về sau, con rạch bị lấp lại và đến năm 1877, hai con đường cũng nhập thành đại lộ Canton. Tuy nhiên vào ngày 24 tháng 2 năm 1897, sau khi tuyến đường sắt Sài Gòn – Mỹ Tho hình thành và chia đại lộ làm hai, Hội đồng thành phố Sài Gòn lại quyết định tách thành hai con đường, đường phía bắc là đường Krantz, còn đường phía nam là đường Duperré. Đến năm 1920, sau khi ga xe lửa Sài Gòn được dời về vị trí công viên 23 tháng 9 hiện nay, tuyến đường sắt không còn đi qua đây, hai con đường lại được nhập thành đại lộ có tên Boulevard de la Somme. Năm 1955, chính quyền Việt Nam Cộng hòa đổi tên thành đại lộ Hàm Nghi, tên gọi này được giữ nguyên đến hiện tại.

Năm 2017, do toàn bộ khu vực chợ Bến Thành bị rào chắn để thi công nhà ga ngầm Bến Thành của tuyến metro Bến Thành – Suối Tiên nên chính quyền Thành phố Hồ Chí Minh đã di dời trạm trung chuyển xe buýt Bến Thành về đường Hàm Nghi.

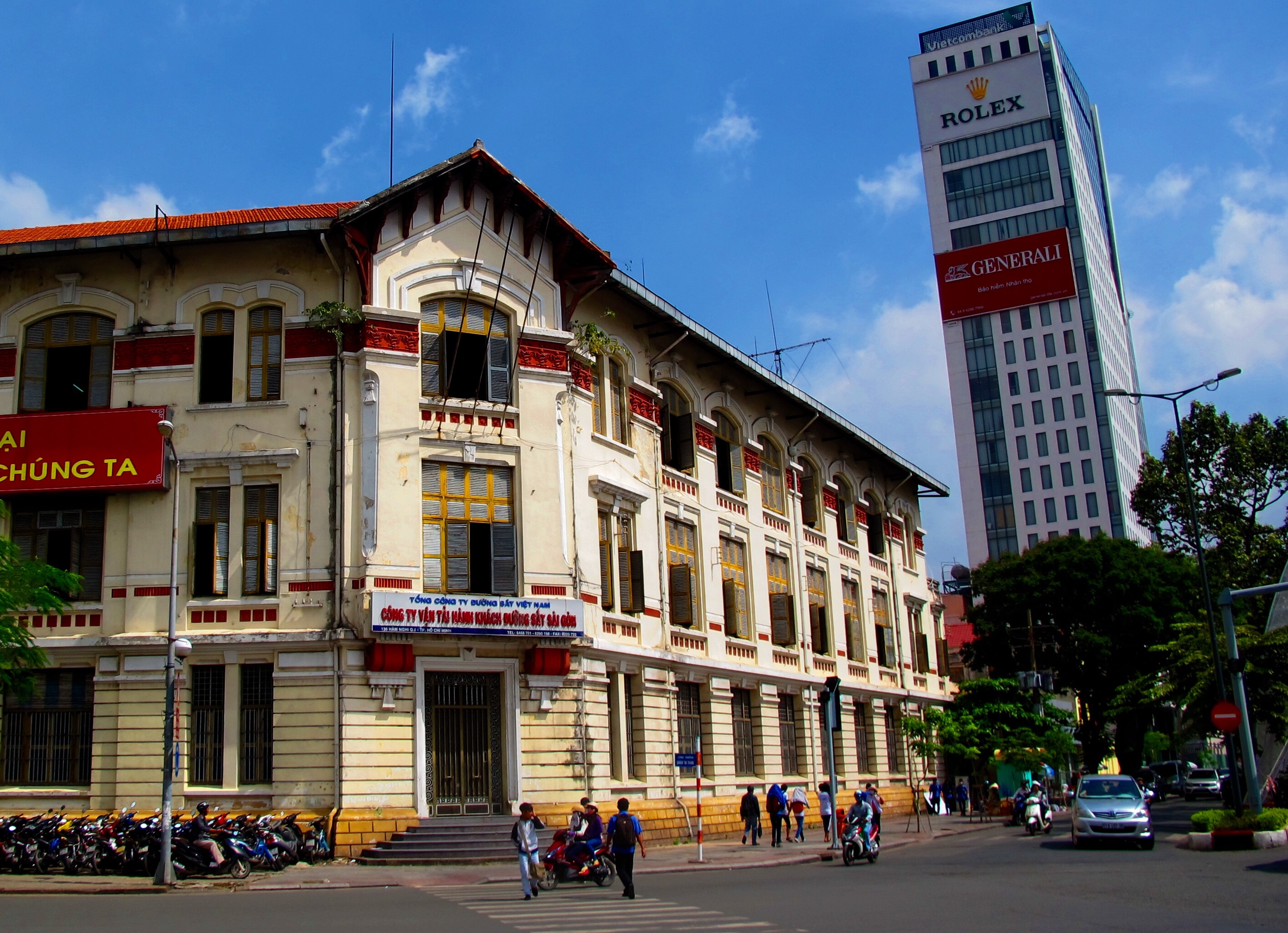
Trụ sở công ty Vận tải đường sắt Sài Gòn, công trình kiến trúc từ thời Pháp thuộc tại đầu phía tây của đường Hàm Nghi, gần chợ Bến Thành
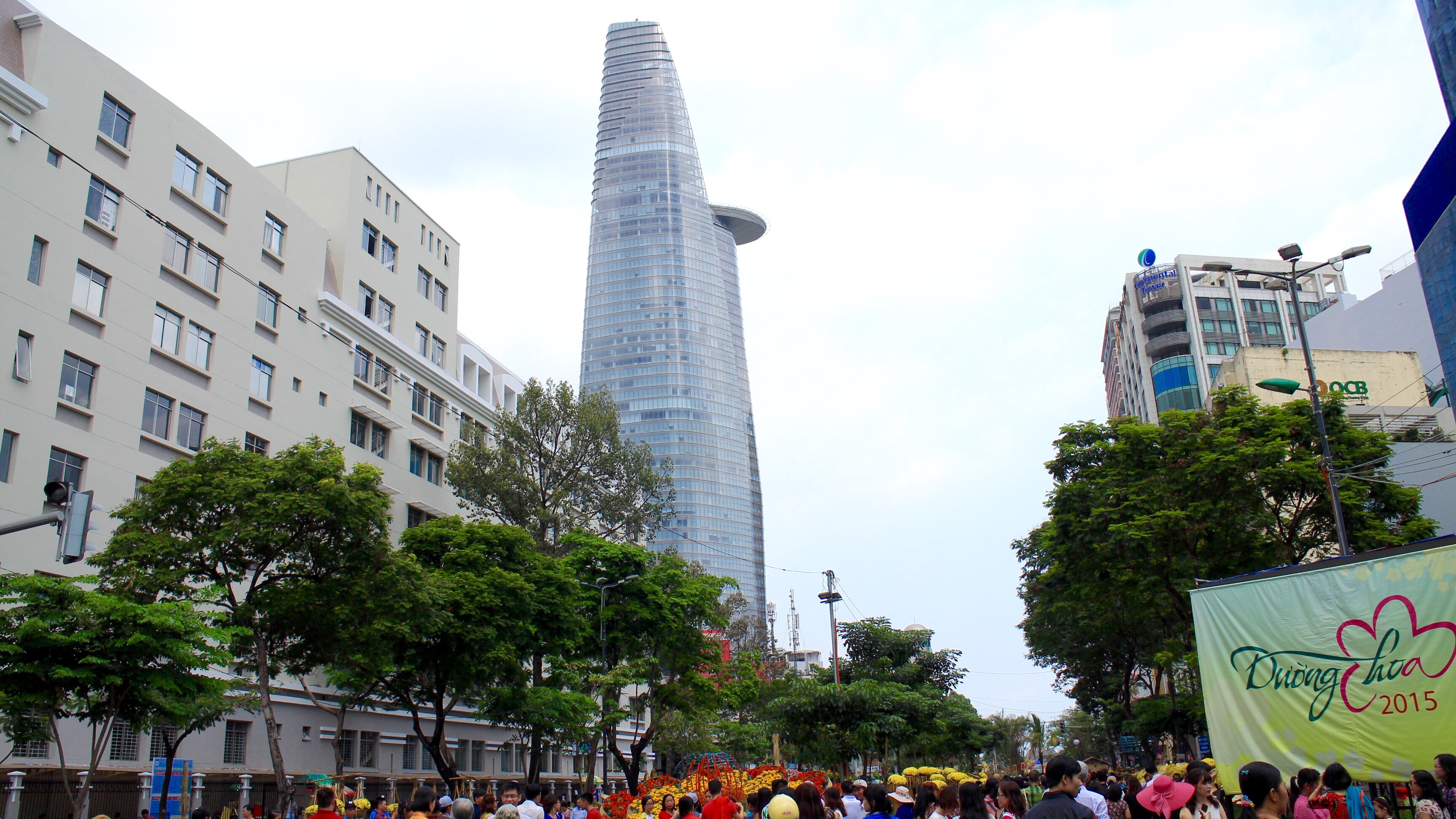
Bitexco Financial Tower nhìn từ đường Hàm Nghi
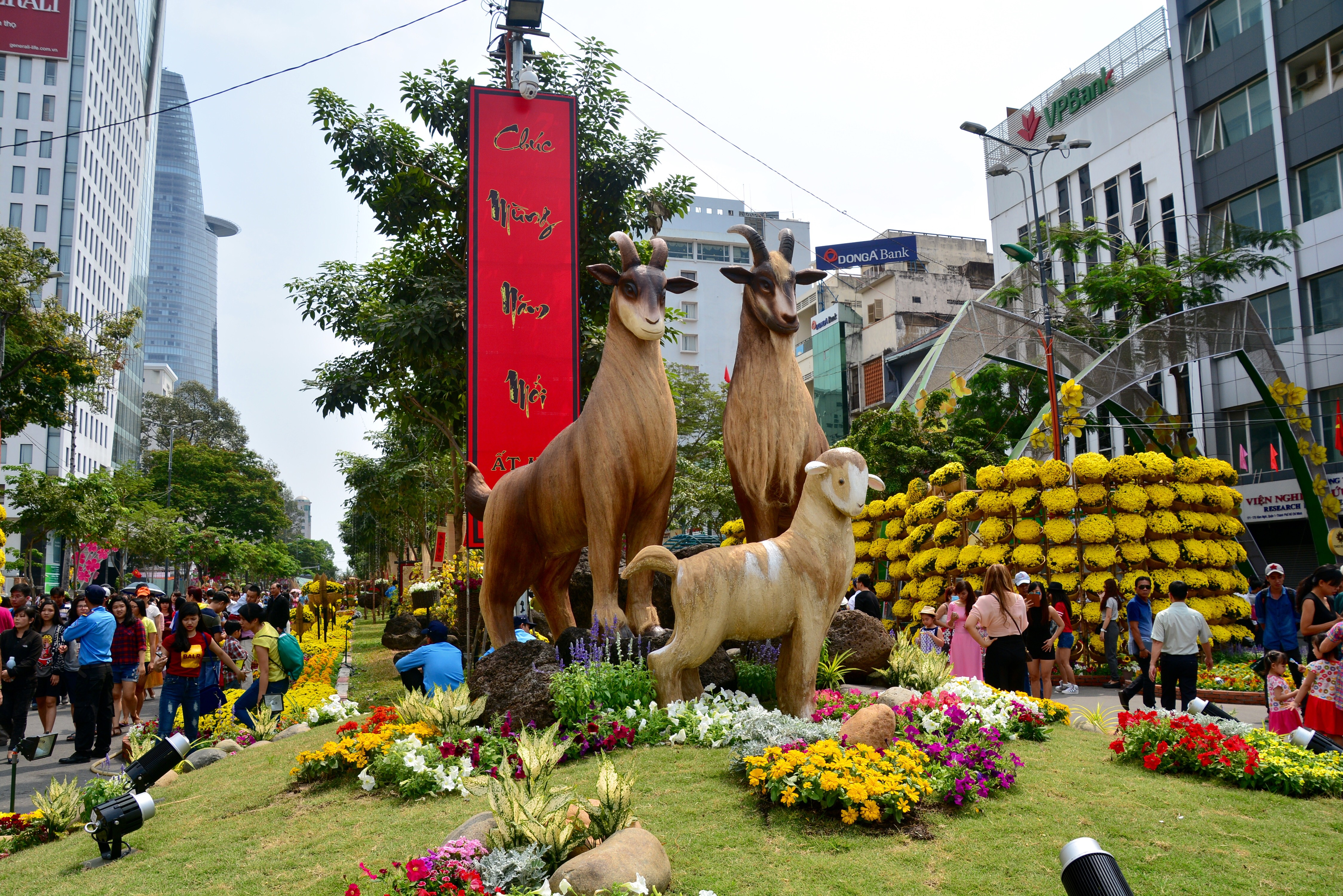
Đường hoa Tết năm Ất Mùi 2015 được tổ chức trên đường Hàm Nghi do đường Nguyễn Huệ lúc này đang thi công cải tạo thành phố đi bộ